# أولرخ سغفارت
أولرخ سغفارت (بالألمانية: Ulrich Sigwart)‏ (بالألمانية: [ˈziːkvaʁt]؛ ولد في 9 مارس 1941) هو طبيب أمراض قلب، معروف لدورة الرائد في المفهوم والاستخدام السريري للدعامات. وقدم أيضا تدخل غير جراحي لعلاج اعتلال عضلة القلب الضخامي.

## السيرة الذاتية
وقد ولد سغفارت في فوبرتال. أسرته أصولها من توبينغن حيث العديد من الأعضاء لعبوا دوراً هاما في الجامعة المحلية. معظم أسلافه من الأطباء أو الفلاسفة أو علماء دين، وسميت أحد شوارع في توبينغن واحد منهم.
وقال أنه له التعليم الطبي في فرايبورغ (ألمانيا)، بازل (سويسرا) ومونستر (ألمانيا). وبعد بضع سنوات في الولايات المتحدة (بوسطن وهيوستن) متبوعاً بتدريب إضافي في زيورخ (سويسرا) أنه اتهم في عام 1973 لإعداد برنامج أمراض القلب الغازية في معهد جولويتزير-ماير في باد أويينهاوزن في ألمانيا، من 1979 إلى 1989 كان في رئاسة قسم أمراض القلب الغازية في المستشفى الجامعي في لوزان (سويسرا). من عام 1989 إلى 2001 كان مدير إدارة أمراض القلب الغازية في مستشفى برومبتون الملكي في لندن واحتل منصب الرئيس لأمراض القلب في جامعة جنيف (سويسرا), حتى تقاعده في عام 2006.

## جوائز
- الجمعية الأوروبية لطب القلب، جائزة غرونتزيغ، عام 1996.
- دوكتوراه فاخرة في جامعة لوزان، عام 1999.
- جائزة فرنر فورسمان، عام 2001.
- جائزة سيفن إيفرت، عام 2003.
- جائزة الملك فيصل العالمية للطب عام 2004.
- الجمعية السويسرية لأمراض القلب، جائزة غرونتزيغ، عام 2006.
- جائزة بولزير في الأكاديمية الأوروبية للعلوم والفنون، عام 2007.
- الكلية الأمريكية لأمراض القلب، الجائزة الدولية مسري-فلوريو، عام2007.
- الكلية الأمريكية لأمراض القلب، جائزة بول دودلي البيضاء ، عام 2012.
- الكلية الأمريكية لأمراض القلب، جائزة الباحث المميز، عام 2013.

## كتب
- أ.سغفارت التشغيل الآلي للمكاتب في تشخيص أمراض القلب: اقتناء بيانات الحاسوب قسطرة القلب، «سكهوب» 1978.
- أ.سغفارت و ب.ه.هينتزين (المحررين): حركة جدار البطين، «ثيم» عام 1984،
- أ.سغفارت و ج.إ.فرانك (المحررين): الشريان التاجي لللدعامات،«سبرينغر» عام 1992 . (SBN 9780387545417) (Coronary Stents)
- أ.سغفارت، ميشال برتران باتريك جورج سرويس (المحررين): دليل على القلب والأوعية الدموية التدخلات، «تشرشل ليفينغستون»،1996